# Чистов, Дмитрий Владимирович
Чистов Дмитрий Владимирович (род. 1958) — профессор, доктор экономических наук, заведующий кафедрой.

## Биография
В Финансовой академии работает с 1984 года. С сентября 2002 года по 2014 г. возглавлял кафедру «Информационные технологии», в настоящее время является профессором департамента анализа данных, принятия решений и финансовых технологий Финансового университета при Правительстве РФ. Автор более 100 научных и учебно-методических работ, в том числе «Основы компьютерной бухгалтерии», «Новый план счетов в системе компьютерного учёта», «Хозяйственные операции в компьютерной бухгалтерии».
Является автором курса «Профессиональные пакеты прикладных программ для экономистов», и разработанной на его базе формы проведения практических занятий в виртуальных средах, например, «Учебная бухгалтерия».
С 2001 года Чистов Д. В. является председателем экспертного совета по методологии автоматизации бухгалтерского учёта, аудита и экономического анализа в саморегулируемой общественной организации «Институт профессиональных бухгалтеров и аудиторов России (ИПБР)»
Удостоен Благодарности Президента Российской Федерации (Распоряжения Президента Российской Федерации от 12 марта 2014 года № 60-рп и от 30 апреля 2014 года № 136-рп).

## Основные публикации
- Внутрифирменное управление и информационные технологии. Монография. М.:ПМСОФТ, 2009 г., 324 с. (в соавторстве).
- Модели и методы решения типовых задач экономического анализа. Учебное пособие. М.:Бухгалтерия и банки. 2008 г. (в соавторстве).
- Профессиональные стандарты в области информационных технологий. М.:АПКИТ, 2008.
- Хозяйственные операции в «1С:Бухгалтерии 8». Задачи, решения, результаты. Учебное пособие (2-е издание, 2008)
- Информационные системы бухгалтерского учёта. Учебное пособие (2007)
- Информационные системы управления предприятиями. Учебное пособие (2006)
- Анализ бизнес-процессов при разработке инвестиционных проектов. Статья. // Прикладная информатика. — 2006. — № 1. — С. 51-58.
- Информационные технологии в аудите. Статья. (2006)
- Проблемы автоматизации бухгалтерского учёта в условиях применения ПБУ 18/02. Статья (2006)
- Практикум «Хозяйственные операции в компьютерной бухгалтерии 7.7» в педагогической деятельности и самообразовании. Статья (2006)
- Хозяйственные операции в компьютерной бухгалтерии 8.0. Практикум. Задачи, решения, результаты. Учебное пособие. — М.: «1С:Паблишинг», 2007 (в соавторстве).
- Комплект вопросов сертификационного экзамена по программе «1С:Бухгалтерия» версии 8.0 с примерами решений. Учебно-методические материалы.(2004)
- Комплект вопросов сертификационного экзамена по программе «1С: Бухгалтерия 7.7 для бюджетных учреждений» (редакция 6) с примерами решений: Учебное пособие(2006)
- Хозяйственные операции в компьютерной бухгалтерии (2002).
- Основы компьютерной бухгалтерии (1997);
- Интеллектуальные технологии бухгалтерского учёта. Монография (1996)